# Jan Wężyk
Jan Wężyk (1575–1638), foi um nobre polonês, bispo católico e primaz da Polônia.

## Biografia
Jan Wężyk nasceu em Wola Wężykowa, na Polônia, em 1575. Em 1619, foi escolhido pelo Rei da Polônia como Bispo de Przemyśl, o que foi posteriormente confirmado pelo Papa Paulo V em 17 de fevereiro de 1620. Mais tarde, em 1620, foi consagrado bispo por Wawrzyniec Gembicki, Arcebispo de Gniezno. Em 13 de maio de 1624, foi nomeado como Bispo de Poznań durante o papado do Papa Urbano VIII  e tomou posse em 1 de julho de 1624. Em 1626, foi escolhido pelo Rei da Polônia como Arcebispo de Gniezno e Primaz da Polônia e confirmado pelo Papa Urbano VIII em 22 de março de 1627.
Ele serviu como Inter-rei por 9 meses após a morte do rei Sigismundo III Vasa, em 1632, antes da eleição real de Władysław IV Waza.  Como inter-rei, ele apoiou a melhoria dos procedimentos das eleições reais.  Ele era um aliado político da rainha consorte polonesa Constança da Áustria, e participou da reforma da lei eclesiástica na Polônia. Ele foi o autor de Synodus provincialis Gnesnensis (1628), die 22 mai celebrata (1629), Synodus provincialis Gnesensis (1634) e Constitutiones Synodorum Metropolitanae Ecclesiae Gnesnensis Provincialium (1630).
Ele serviu como Arcebispo de Gniezno e como Primaz da Polônia até a data de sua morte, em 27 de maio de 1638.

## Sucessão episcopal
| Sucessão episcopal de Jan Wężyk |
| --- |
| Enquanto bispo, foi o principal consagrador de: - Paweł Piasecki, Bispo de Kamyanets-Podilskyi (1628); - Andrzej Gembicki, Bispo Auxiliar de Gniezno (1628); - Jan Chrzciciel Zamoyski, Bispo de Bacău (1633); - Andrzej Szołdrski, bispo de Kiev (1634); - Stanisław Grochowski, Arcebispo de Lviv (1634); - Jan Lipski, Bispo de Chelmno (1636); - Piotr Gembicki, bispo de Przemyśl (1637); e o principal co-consagrador de: - Maciej Łubieński, bispo de Chełm (1621). |